# The Palm Beach Story
The Palm Beach Story is een Amerikaanse screwball-komedie uit 1942 onder regie van Preston Sturges.

## Verhaal
Gerry is getrouwd met Tom Jeffers, maar ze kunnen financieel amper rondkomen. Ze besluit daarom haar man te verlaten. Ze neemt vervolgens de trein naar Florida om er een miljonair te vinden.

## Rolverdeling
| Acteur             | Personage                |
| ------------------ | ------------------------ |
| Claudette Colbert  | Gerry Jeffers            |
| Joel McCrea        | Tom Jeffers              |
| Mary Astor         | Prinses Centimillia      |
| Rudy Vallee        | John D. Hackensacker III |
| Sig Arno           | Toto                     |
| Robert Warwick     | Mijnheer Hinch           |
| Arthur Stuart Hull | Mijnheer Osmond          |
| Torben Meyer       | Dokter Kluck             |
| Jimmy Conlin       | Mijnheer Asweld          |
| Victor Potel       | Mijnheer McKeewie        |